# 原潔
原潔（1443年—？），字本澄，河南衛輝府胙城縣人，民籍，明朝政治人物。

## 生平
河南鄉試第六十二名舉人。成化十七年（1481年）中式辛丑科二甲第十六名進士。

## 家族
曾祖原濟川；祖父原桂芳；父原海，母趙氏。